# Calendario sueco

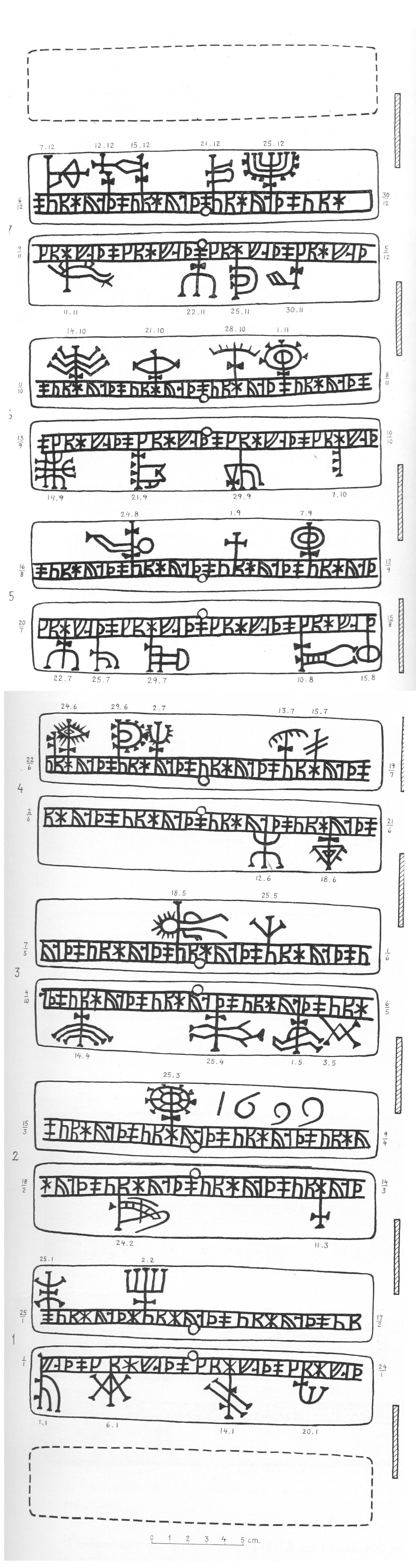
Calendarios de Suecia, Gustavianum, calendarios rúnicos sami

El calendario sueco utilizado en Suecia desde el 1 de marzo de 1700 hasta el 30 de febrero de 1712 equivalía al calendario juliano pero con un día de diferencia.
En noviembre de 1699 se decidió que Suecia empezaría a adoptar el nuevo calendario gregoriano a partir de 1700. El proceso debía reducirse gradualmente un día por año, durante once años. Algunas fuentes indican que la intención era saltarse todos los días intercalares entre 1700 y 1740, para acercarse al calendario gregoriano.
Según el plan, el año que era bisiesto en el calendario juliano no lo fue en Suecia, pero no se efectuaron más reducciones suplementarias en los años sucesivos. En 1711, el rey Carlos XII declaró que Suecia abandonaría este calendario, que no se utilizaba por ninguna otra nación y que no cumplió su objetivo en favor del regreso al antiguo calendario juliano. Para volver a sincronizarse con este hizo falta añadir un día suplementario en febrero de 1712, que se convirtió doblemente en bisiesto y contó con un mes de febrero de 30 días.
En 1753, Suecia finalmente utilizó el calendario gregoriano y el salto de once días se llevó a cabo pasando del 17 de febrero al 1 de marzo.
A pesar de esto, Suecia no aceptó las reglas gregorianas para determinar la Pascua hasta 1844.
- Datos: Q1130275
- Multimedia: Calendars of Sweden / Q1130275